# Kitten Natividad
Kitten Natividad (nascuda Francesca Isabel Natividad; 13 de febrer de 1948) és una actriu de cinema mexicano-americana, ballarina exòtica i actriu pornogràfica. Destaca pel seu bust de 44 polzades (112 cm) i les aparicions en pel·lícules de culte fetes per la seva ex-parella, el director Russ Meyer.

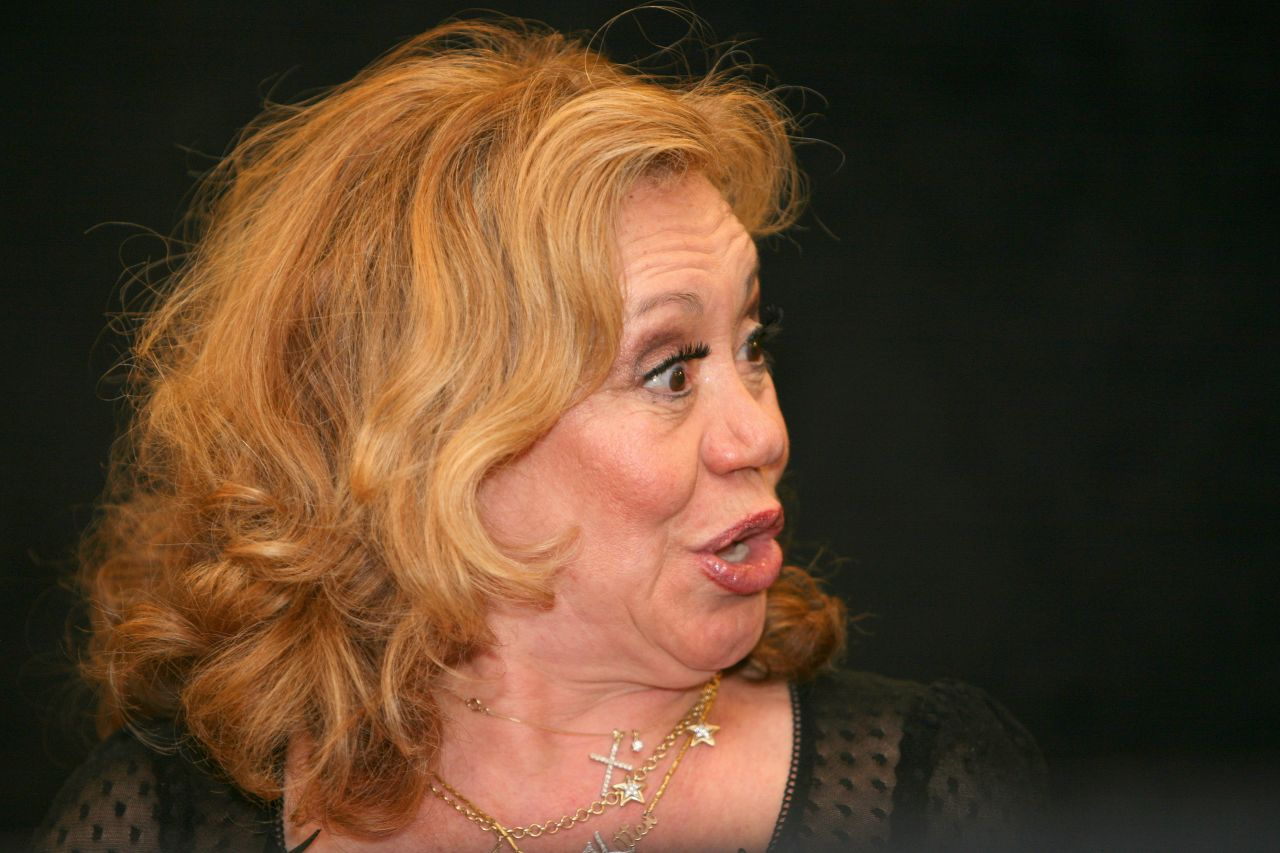
Kitten Natividad el 2007

## Primers anys
Francesca Isabel Natividad va néixer el 13 de febrer de 1948 a Ciudad Juárez, Estat de Chihuahua, Mèxic. Era la gran de nou fills. La Natividad no parlava anglès fins als 10 anys. En aquell moment, la seva mare es va casar amb un ciutadà dels Estats Units i es van traslladar a Texas. Natividad va estudiar al Ysleta High School a El Paso, on va ser la seva presidenta de classe senior.
Després de traslladar-se a Califòrnia, va treballar tant com a minyona i com a cuinera per a Stella Stevens, i després com a perforadora de targetes per a IBM, abans d'acabar ballant com a gogó per arribar a final de mes. En aquest moment, va adoptar el nom artístic de "Kitten" Natividad, que provenia de la seva timidesa.
L'any 1969, als 21 anys, es va operar per primera vegada d'un implant mamari a Tijuana (on era legal) aconsellada pel seu agent.

## Carreres professionals
Natividad, aleshores coneguda principalment com Kitten, va ser presentada a Russ Meyer per la seva companya ballarina Shari Eubank, intèrpret de la pel·lícula Supervixens de Meyer del 1975. Meyer la va contractar per narrar la seva pel·lícula Up! S'hi mostrava asseguda nua en un arbre, citant la poesia de Hilda Doolittle, i actuant com a cor grec a l'acció sense sentit. Meyer va quedar tan impressionat que volia que ella protagonitzés el seu proper llargmetratge, Beneath the Valley of the Ultra-Vixens, una de les diverses col·laboracions entre Meyer i el crític de cinema Roger Ebert. Meyer va pagar una segona millora dels pits i classes de veu per eliminar el seu accent. A causa dels tràgics resultats de les seves cirurgies de millora dels pits, va lamentar profundament el que li havien fer. Va deixar el seu marit per Meyer durant el rodatge, i van viure junts com a parella durant la major part dels següents 15 anys.
Després d'això, Natividad es va dedicar al modelatge pornogràfic, principalment fent filmacions de glamour o noia-noia amb persones com Candy Samples, Uschi Digard i Patty Plenty. Les aparicions van augmentar els seus ingressos de ball moltes vegades. Va incorporar una copa de xampany gegant al seu acte, semblant a la que havia utilitzat Lili St. Cyr, acompanyada per l'èxit de Bobby Darin "Splish Splash". Va aparèixer com a convidada a The Dating Game, un dels nombrosos espectacles de joc produïts per Chuck Barris.
Durant la dècada de 1980, Natividad va començar a aparèixer en produccions pornogràfiques, limitant inicialment les seves actuacions a aparèixer en topless. Finalment, però, es va graduar per participar en actuacions hardcore, generalment amb homes i dones més joves. Ha tingut una reacció d'intèrprets de burlesc perquè feia vídeos hardcore. També va fundar l'estudi privat de fotografia i vídeo anomenat "The Kitten Klub". El seu lloc web ara està tancat. Va aparèixer com a stripper a la festa de solter celebrada per Sean Penn per celebrar el seu matrimoni el 1985 amb Madonna.
El 2001, Natividad va protagonitzar la comèdia de pel·lícula de culte The Double-D Avenger, dirigida per William Winckler, i s'hi va reunir amb les seves companyes de repertori de Russ Meyer Haji (de Faster, Pussycat! Kill! Kill!) i Raven De La Croix d' Up!. A The Double-D Avenger, Kitten Natividad interpretava Chastity Knott, una dona que es converteix en una tetona lluitadora contra el crim disfressada.
El lloc web pornogràfic Brazzers està negociant el seu retorn a les actuacions hardcore.

### A la cultura pop
- Natividad va aparèixer a The Gong Show a finals de la dècada de 1970 i a The $1.98 Beauty Show, tots dos, com The Dating Game, van ser produïts per Chuck Barris. (Barris va presentar The Gong Show; Rip Taylor va presentar The $1.98 Beauty Show; i Jim Lange va presentar The Dating Game).
- Va aparèixer en un vídeo musical de la dècada de 1980 per a la versió de Mitch Ryder de la cançó "When You Were Mine", que va ser escrita i composta per Prince.
- L'agost de 2006, Natividad va aparèixer en un disseny de Playboy, "The History of Bikinis".

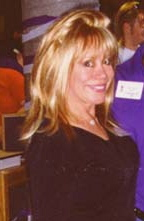
Natividad in 2000

## Vida personal
L'octubre de 1999, Natividad es va sotmetre a una cirurgia de doble mastectomia per al tractament del càncer de mama. Després de l'extirpació dels seus pits, es va descobrir que la silicona que s'havia utilitzat en els seus implants quan s'havia sotmès a la seva cirurgia de 1969 era de grau industrial en lloc de grau quirúrgic. Posteriorment es va sotmetre a una cirurgia correctiva, i això la va apropar a la mida que els seus fans recordaven que havia estat.
A principis d'agost de 2016, vivia sola amb un pitbull i tres gats, tots ells presentats a la pel·lícula documental de 2005 Pornstar Pets, i va continuar mantenint-se amb la venda dels seus vídeos porno i sexe telefònic. Va aparèixer al llargmetratge independent d'Adam Rifkin A Night at the Golden Eagle; segons ella, Rifkin recordava haver-la reconegut quan els seus cotxes es van aturar al mateix semàfor 25 anys abans.

## Filmografia seleccionada
Kitten Natividad ha aparegut en més de 65 pel·lícules i produccions de vídeo. Els aspectes més destacats de la carrera i les principals característiques de l'estudi inclouen:
- 1972: The New Centurions
- 1976: Up!
- 1979: Beneath the Valley of the Ultra-Vixens
- 1976: Deep Jaws
- 1982: Airplane II: The Sequel (no acreditada)
- 1982: The Best Little Whorehouse in Texas (no acreditada)
- 1983: My Tutor
- 1984: Night Patrol
- 1984: The Wild Life
- 1985: Takin' It Off
- 1985: Bodacious Ta Tas
- 1985: An Evening with Kitten
- 1986: The Tomb
- 1987: Takin' It All Off (Another 48 Hrs.)
- 1990: 48 hores més
- 1990: 40 The Hard Way
- 1993: Titillation 3
- 1993: Buford's Beach Bunnies
- 1996: United Trash
- 1997: The 120 Days of Bottrop
- 2001: The Double-D Avenger
- 2001: Night at the Golden Eagle
- 2009: Nightbeats
- 2017: Fags in the Fast Lane
- 2019: 70 the Hard Way